# Copa COSAFA 2002
La Copa COSAFA 2002 fue la sexta edición del torneo de fútbol a nivel de selecciones nacionales de África del Sur organizado por la COSAFA y que contó con la participación de 12 representaciones nacionales.
Sudáfrica venció en la final a Malaui para ganar el título por primera vez.

## Primera Ronda
| 16 de marzo de 2002 | Mauricio                               | 2–3 | Madagascar                                                            | Stade Anjalay, Pamplemousses, Mauricio |  |
|                     | M. Razafindrakoto 14' (a.g.) · Bax 78' |     | Randriamazoraka 17' · E. Razafindrakoto 44' · Randrianasoloniaina 58' |                                        |  |

| 30 de marzo de 2002 | Botsuana | 0–0 (4–5 p.) | Sudáfrica | Estadio Nacional, Gaborone, Botsuana |  |

| 7 de abril de 2002 | Lesoto | 0–2 | Mozambique             | Setsoto Stadium, Maseru, Lesoto |  |
|                    |        |     | Mavo 10' · Jossias 24' |                                 |  |

| 21 de abril de 2002 | Suazilandia               | 2–1 | Namibia     | Somhlolo National Stadium, Lobamba, Suazilandia |  |
|                     | M. Dlamini 20' (pen.) 37' |     | Van Wyk 36' |                                                 |  |

## Cuartos de final
Los semifinalistas de la edición anterior (Angola, Zimbabue, Zambia y Malawi) avanzaron directamente a los cuartos de final.
| 5 de mayo de 2002 | Zimbabue | 0–2 | Suazilandia                       | National Stadium, Harare, Zimbabue |  |
|                   |          |     | Siza Dlamini 60' · S. Dlamini 80' |                                    |  |

| 18 de mayo de 2002 | Malaui                                    | 2–1 | Angola            | Chichiri Stadium, Blantyre, Malaui |  |
|                    | Kanyenda 9' · Fernando Pereira 37' (a.g.) |     | Mponda 51' (a.g.) |                                    |  |

| 6 de julio de 2002 | Zambia                       | 3–0 | Mozambique | Independence Stadium, Lusaka, Zambia |  |
|                    | Kilambe 10' 57' · Nsofwa 37' |     |            |                                      |  |

| 21 de julio de 2002 | Sudáfrica | 0–0 (4–1 p.) | Madagascar | Boet Erasmus Stadium, Port Elizabeth, Sudáfrica |  |

## Semifinales
| 10 de agosto de 2002 | Malaui              | 1–0 | Zambia | Chichiri Stadium, Blantyre |  |
|                      | Kanyenda 66' (pen.) |     |        |                            |  |

| 24 de agosto de 2002 | Sudáfrica                                          | 4–1 | Suazilandia      | Peter Mokaba Stadium, Polokwane, Sudáfrica |  |
|                      | Mokoena 28' 64' · Pule 78' (pen.) · Fredericks 89' |     | Siza Dlamini 57' |                                            |  |

## Final
| 21 de septiembre de 2002 | Malaui            | 1–3 | Sudáfrica                  | Chichiri Stadium, Blantyre, Malaui |  |
|                          | Mabedi 41' (pen.) |     | Mayo 42' 58' · Kauleza 88' |                                    |  |

| 28 de septiembre de 2002 | Sudáfrica    | 1–0 | Malaui | Kings Park Stadium, Durban, Sudáfrica |  |
|                          | Vilakazi 90' |     |        |                                       |  |

## Campeón
| Copa COSAFA 2002     |
| -------------------- |
| Bandera de Sudáfrica |
| Sudáfrica 1º Título  |